# Johannes Rau
Johannes Rau (Wuppertal, Rin del Nord-Westfàlia, 16 de gener de 1931 - Berlín, 27 de gener de 2006) fou president d'Alemanya des de l'1 de juliol de 1999 fins al 30 de juny de 2004.
Era fill d'un pastor protestant oposat al nazisme. Molt religiós, ha format part de l'Església Confessional, o Confessant (Bekennende Kirche), un moviment ecumènic protestant força actiu contra el Tercer Reich.
Johannes Rau finalitzà els seus estudis de Biblioteconomia el 1949 i començà a treballar com a periodista, editor i representant de vendes, es va interessar en continguts de temàtica religiosa i social i vinculat amb cercles protestants.

## Carrera política
S'afilià el desembre de 1952 al Partit Popular Panalemany (GVP), de Gustav Heinemann, agrupació pacifista favorable a la reunificació d'Alemanya i oposada al rearmament (limitat) com pretenien les potències occidentals.
El 1957 donà suport Gustav Heinemann en la idea de dissoldre el GVP i ingressar en el Sozialdemokratische Partei Deutschlands (SPD). Johannes Rau serà secretari de les Joventuts Socialistes de Wuppertal i regidor de l'ajuntament (1964-1978). També n'ocupà l'alcaldia entre el 1969 i el 1970.
En 1958 fou elegit membre del Landtag (parlament) de l'Estat de Rin del Nord-Westfàlia. El 1967 dirigí el grup parlamentari del seu partit en el Landtag i el 1970 fou nomenat ministre d'educació i investigació de l'Estat de Renània del Nord-Wetsfàlia en el govern de Heinz Kühn. Assolí prestigi per la seva gestió en aquest departament (es fundaren cinc universitats i la primera universitat a distància d'Alemanya).
En 1977 Rau fou nomenat cap del grup parlamentari del SPD en el Landtag i el 1978 esdevingué ministre-presidente de l'Estat de Rin del Nord-Westfàlia, càrrec que ocupà fins al 1998. El SPD renà vencé a les eleccions de 1980, 1985, 1990 i 1995.
En 1987 es presentà a les eleccions de canceller d'Alemanya amb el SPD, s'oposà a pactar un govern de coalició amb els ecologistes i fou derrotat per Helmut Kohl, candidat de la Unió Cristiano-Demòcrata (CDU) que havia guanyat a les eleccions. El 1994 presentà per primer cop la seva candidatura a la presidència federal d'Alemanya però fou derrotat per Roman Herzog.
El 1998 abandonà el càrrec de cap del SPD i el de ministre-president de Rin del Nord-Westfàlia. El 23 de maig de 1999 fou elegit president federal per l'Assemblea federal i succeí Roman Herzog, de la CDU. Ocupà la presidencia fins a l'1 de juliol de 2004, deixant en el seu càrrec a Horst Köhler perquè no volgué renovar el mandat.
El 2000 Rau fou el primer cap d'Estat alemany en dirigir-se al Knesset, el parlament israelià, en alemany, demanant perdó per l'Holocaust en nom del seu país. Desenvolupà les funcions representatives com a president federal però en els últims anys del seu mandat, denuncià en les seves intervencions públiques la falta de moral pública en alguns sectors de les elits econòmiques, en la classe política i el distanciamient entre aquesta i la població.